# 藩祖
藩祖（はんそ）とは、江戸時代の日本に存在した各藩の開祖または初代藩主とされる人物のこと。一般には開祖＝初代藩主＝藩祖であるが、仙台藩や萩藩のように、戦国時代以前から続く家柄でも初代藩主を藩祖とする例があるほか、加賀藩のように開祖ではあるが江戸幕府に仕えたことはない前田利家を藩祖とする例もある。そもそも幕藩体制の始期（藩の成立）を豊臣政権に求める説もあり、そのことも誰を藩祖と位置づけるかに影響していると考えられる。

## 藩祖奉祭を巡って
一般には、江戸時代には各藩がそれぞれの家々の創業者たる藩祖に神号を贈り、家の祖神として祀ることが行われるようになったと解説されている。
しかし、実際には江戸幕府がこうした行為を東照大権現として祀られた徳川家康に並び立つ行為であるとして、厳しく取り締まっていた（神号を与えるのは天皇の勅許に基づくが、京都所司代などの幕府側による事前のチェックが入っていた）。このため、藩祖を祀っていた藩では幕府に届け出ることなく、既存の神社の移設や城内の一郭に秘かに社殿を建てるなどして、秘かに祭祀を行っているのが一般的であった。ただし、勅許を得ない神号授与、すなわち幕府には内密にして吉田家に宗源宣旨の発行を依頼し（「宣旨」と銘打っているが、実際には京都の吉田家の判断で交付される）、それに基づいた藩祖や歴代藩主への神号授与という抜け道も存在はしていた。その場合、霊神・霊社・明神・大明神と言った比較的格の低い神号に留まり、それも公称することは困難であった。
これは家康の孫である保科正之を祀った会津藩の土津神社に対しても例外ではなく、天和元年（1681年）の幕府の監察で神社創建を咎められると、藩は正之の葬儀を担当した重臣の友松氏興に全責任を押し付けて責任を回避し、享保20年（1735年）になって神額が掲げられていることで再び咎められて、神額の撤去を命じられている。他藩でもこうした事情を知って、藩祖奉祭の事実を表に出さないように努め、熊本藩のように神社建立の断念に追い込まれた藩もあった。
このため、江戸幕府の滅亡した明治以降になって藩もしくは廃藩置県後の旧藩関係者の手によって藩祖を祀る神社の創建が踏み切られた例も多い。

## 主な藩祖
- 加賀藩 - 前田利家
- 仙台藩 - 伊達政宗
- 会津藩 - 保科正之
- 津藩 - 藤堂高虎
- 岡山藩 – 池田輝政
- 萩藩 – 毛利輝元
- 土佐藩 - 山内一豊
- 福岡藩 – 黒田孝高
- 熊本藩 – 細川忠興
- 佐賀藩 - 鍋島直茂
- 薩摩藩 - 島津家久
- 津和野藩 - 亀井茲矩